# دير فول
دير فول قرية في ناحية تلبيسة التابعة لمنطقة الرستن في محافظة حمص في سورية. معظم سكان القرية هم من الداغستان الذين هاجروا إلى سوريا عام 1886.